# María Kodama
 María Kodama Schweizer, född 10 mars 1937 i Buenos Aires, död 26 mars 2023 i Vicente López i Buenos Aires, var en argentinsk författare. Jorge Luis Borges var hennes man.

## Verk
- Homenaje a Borges, Lumen (2016)
- Relatos, Sudamericana (2018)